# Kościół Matki Boskiej Nieustającej Pomocy w Krakowie (ul. Zamoyskiego)
Kościół Matki Boskiej Nieustającej Pomocy – zabytkowy rzymskokatolicki kościół parafialny i konwentualny redemptorystów znajdujący się w Krakowie, w dzielnicy XIII Podgórze przy ul. J. Zamoyskiego 56, w Podgórzu.
Świątynia została wzniesiona na początku XX wieku. W 1902 roku rozpoczęto budowę klasztoru, a w 1905 kościoła. 8 września 1906 roku biskup Anatol Nowak dokonał konsekracji. Kościół został zbudowany w stylu neoromańskim (z elementami neogotyckimi) według projektu Jana Sas-Zubrzyckiego.

## Architektura
Świątynia wybudowana jest z cegły z kamiennymi detalami na planie krzyża łacińskiego.
Jest to trójnawowa bazylika z transeptem i pięciobocznie zamkniętym, jednoprzęsłowym prezbiterium z kaplicami bocznymi, które przylegają do transeptu. Fasada usytuowana jest bokiem do ul. Zamojskiego. 
Główne wejście do świątyni stanowi kamienny, półkolisty, arkadowy portyk. Wsparty jest na kolumnach o stylizowanych kapitelach. Po bokach znajdują się dwie czworoboczne, niskie wieżyczki, nakryte osobnymi dachami. Trójkątny szczyt fasady ozdobiony jest sterczynami, na których umieszczono ozdobne, żeliwne krzyże.
Od strony ulicy Zamojskego elewacje boczne są oszkarpowane. Obiega je arkadkowy fryz. Ściana transeptu zwieńczona jest trójkątnym szczytem, na sterczynach znajdują się kamienne posągi Chrystusa i Matki Bożej Bolesnej. Przy części prezbiterialnej zbudowano czworoboczną  wieżę zegarową, nakrytą namiotowym hełmem. Lico wieży ozdobione jest pasowym układem cegieł z użyciem zendrówki oraz tzw. spieków, a w innych miejscach świątyni ozdobę stanowi różowo-ugrowa fuga i obramienia okien z kształtkami malowanymi na kolor złoty.
Pierwotnie dach pokryty był ceramiczną, drobną karpiówką, w latach 70. wymienioną na blachę.

## Wnętrze kościoła
Nawa główna jest wyższa od naw bocznych, nawy oddzielone są od siebie niskimi kolumnami, na których znajdują się półkoliste arkady. Przestrzeń skrzyżowania nawy głównej i transeptu nakryta jest kopulastym sklepieniem.
Pierwotnie wnętrze było pozbawione dekoracji malarskiej. Ściany, filary i sklepienia pokryte były pobiałą, a tylko niektóre elementy (np. łuki arkadowe) pozostawiono z odkrytą, surową cegłą. W latach 1922–1923 dekoracja kościoła uległa zmianie. Ściany i sklepienia zostały pokryte ornamentalnymi malowidłami z symbolami odwołującymi się do Litanii Loretańskiej i scenami z życia Marii autorstwa prof. Juliana Krupskiego ze Lwowa. W tym samym czasie wykonano pseudomarmoryzację trzonów kolumn. 
Taki wystrój wnętrza przetrwał do lat 70. XX wieku. W latach 1970–1973 malowidła ścienne z lat 20. XX wieku zastąpiono kompozycjami mozaikowymi autorstwa Stanisława Jakubczyka.
Ołtarz główny zamontowano w prezbiterium w 1908 roku. Autorem projektu jest Jan Sas-Zubrzycki, a wykonawcą profesor szkoły rzeźbiarskiej w Zakopanem, Stanisław Wójcik.
Drewniany ołtarz składa się z mensy ujętej kolumnami oraz nastawy w formie architektonicznej zwieńczonej trójkątnym szczytem. W centralnej części ołtarza znajduje się wnęka zamknięta trójlistnym łukiem, w której umieszczono obraz Matki Bożej Nieustającej Pomocy. Jest on oprawiony w rzeźbioną (kwiaty i liście passiflory), złoconą ramę. Obraz ten jest kopią wizerunku Matki Bożej z rzymskiego kościoła OO. Redemptorystów pw. św. Alfonsa z 1866 roku. Podgórski obraz  wykonany został w Rzymie w 1903 roku i przywieziony do Polski przez Bernarda Łubieńskiego. Tak jak oryginał ma wymiary 53 x 41 cm  i wykonany został na desce mahoniowej, zagruntowanej i złoconej.
Nad niszą z obrazem i po bokach znajdują się płyciny. Boczne (po dwie) wypełnione są polichromowanymi płaskorzeźbami ukazującymi po lewej sceny Zwiastowania, a po prawej Nawiedzenie św. Elżbiety. Płycina nad obrazem podzielona jest kolumnami na trzy kwatery, które zawierają przedstawienie Bożego Narodzenia (centralnie) oraz pokłon trzech króli i pokłon pasterzy po bokach.
Integralną częścią ołtarza jest tabernakulum, które jest usytuowane pod małym baldachimem (obecny jest z późniejszego okresu). Składa się on z czterech potrójnych wiązkowych kolumn i ażurowej czaszy kopuły. Tłem tabernakulum jest złocona ściana z płaskorzeźbionymi motywami eucharystycznymi, m.in. baranka i wicią roślinną.

Ołtarz umieszczony jest pod dużym baldachimem zbudowanym z czterech par wiązkowych kolumn, które dźwigają arkady i kopułę o ostrołukowych wykrojach. Nad arkadą frontową znajduje się płaskorzeźba przedstawiająca scenę ukrzyżowania Chrystusa, a w zwieńczeniu arkady widoczne są dwa anioły adorujące krzyż. Po bokach kopuły, nad przednimi kolumnami, umieszczono baldachimowe altany z figurami świętych: Stanisława i Wojciecha. Kopułę wieńczy podobny baldachim, pod którym umieszczono postać Chrystusa ukazanego w pozycji stojącej z rozpostartymi ramionami.
W 1908 roku osadzono także ołtarz św. Józefa w kaplicy przy północnym ramieniu transeptu, autorstwa Jana Sas-Zubrzyckiego. Wykonawcą ołtarza był snycerz Andrzej Lenik z Krosna. W 1913 roku wymieniono obraz św. Józefa w kaplicy - autorstwa Józefa Kestnera z Wiednia.
W 1909 roku przy filarze, w narożniku prezbiterium i transeptu ustawiono ambonę, która została wykonana przez Stanisława Wójcika na podstawie projektu Sas-Zubrzyckiego. Ambona miała wieloboczny korpus wsparty na filarze. Na ściankach korpusu znajdowały się symbole ewangelistów. Przykryta była kopułowym baldachimem zwieńczonym figurą Chrystusa. W okresie po drugiej wojnie światowej ambona została rozebrana, pozostały tylko fragmenty tworzące nową, mniejszą.
W 1909 roku założono instalację elektryczną i zamontowano żyrandole i kinkiety, które zamówiono w krakowskiej firmie Stanisława Sulikowskiego. W tym samym roku na chórze muzycznym umieszczono organy wykonane przez firmę Rudolfa Haasego ze Lwowa.
Wyposażanie kościoła trwało wiele lat od momentu jego wybudowania, pewne prace wykonywano jeszcze przed drugą wojną światową. Nie były one dziełami autorskimi Sas-Zubrzyckiego. Ołtarze w transepcie są przykładami wyrobów wytwarzanych masowo w warsztatach bawarskich i austriackich.
W latach 1971–1972 kościół odnowiono zmieniając wiele elementów wyposażenia świątyni. 

## Seminarium
W 2023 do domu zakonnego przy kościele przeniesiono z Tuchowa Wyższe Seminarium Duchowne Redemptorystów.

## Galeria
|                  |  |                                                  |  |                                                   |
| Wnętrze kościoła |  | Ołtarz kościoła podczas święta Bożego Narodzenia |  | Ołtarz w bocznej nawie z obrazem Jezu, ufam Tobie |